# Sault Ste. Marie (Michigan)
Sault Ste. Marie [ˈsuːˌseɪnt məˈɹiː] (französisch Stromschnellen der Hl. Maria) ist eine Stadt in Michigan, USA, an den Stromschnellen des St. Marys Rivers. Am gegenüberliegenden Flussufer befindet sich die gleichnamige kanadische Stadt Sault Ste. Marie, die als Folge des Britisch-Amerikanischen Krieges geteilt wurde.
Im Jahr 2010 hatte Sault Ste. Marie 14.144 Einwohner; bis zur Schätzung 2019 ging die Einwohnerzahl auf 13.420 zurück.

## Geografie und Verkehr

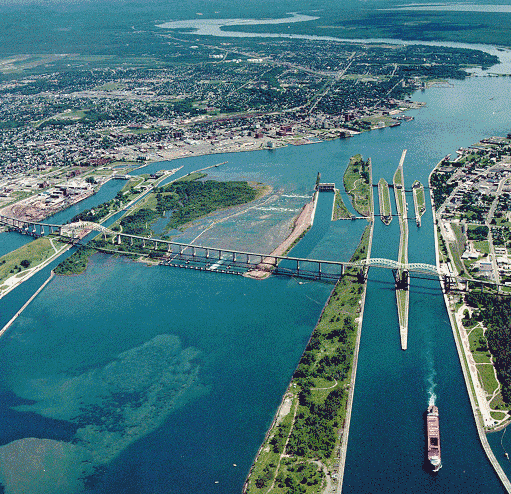
Luftaufnahme der International Bridge und der Soo Locks

Sault Ste. Marie liegt am östlichen Ende des Oberen Sees. Hier beginnt der Saint Marys River, der Bestandteil des Sankt-Lorenz-Seeweges ist und durch die der See entwässert und mit dem Huronsee verbunden ist. Der Saint Marys River bildet zugleich die Grenze zur wesentlich größeren kanadischen Schwesterstadt Sault Ste. Marie in Ontario. Über die International Bridge sind beide Städte miteinander verbunden.
Sault Ste. Marie liegt auf 46°29'56" nördlicher Breite und 84°21'35" westlicher Länge und erstreckt sich über 52,32 km², die sich auf 38,33 km² Land- und 13,99 km² Wasserfläche verteilen.
Sault Ste. Marie bildet den nördlichen Endpunkt der Interstate 75, die über die International Bridge Anschluss an das kanadische Straßennetz hat. Vom Stadtzentrum führt der Michigan Highway 129 nach Süden.
Die Region ist ein internationaler Eisenbahnknotenpunkt; parallel zur Straßenbrücke führt auch eine Eisenbahnbrücke über den St. Marys River. Durch die Minneapolis, St. Paul and Sault Ste. Marie Railway, die US-amerikanische Tochter der Canadian Pacific Railway, wurde der Eisenbahnverkehr durch die Stadt in südlicher Richtung abgewickelt. Heute ist die Canadian National Railway für den internationalen Bahnverkehr zuständig.
Der Chippewa County International Airport verbindet die Region mit dem Flugverkehrsnetz.
Sault Ste. Marie liegt verhältnismäßig weit von Großstädtischen Ballungsgebieten entfernt. Die nächstgelegenen großen Städte sind Michigans Hauptstadt Lansing (462 km südlich), Green Bay in Wisconsin (454 km südwestlich), Duluth in Minnesota (669 km westlich) und Toronto (689 km südöstlich).

## Geschichte
Die Ojibwe-Indianer kannten die Gegend ursprünglich als „Bawating“, was so viel wie „schnelles Wasser, Stromschnelle“ bedeutet. Im Jahr 1623 kam Étienne Brûlé dorthin und die Franzosen nannten es zu Ehren des Bruders des französischen Königs Ludwig XIII. „Sault de Gaston“ (Gaston-Stromschnelle). 1668 tauften französische Jesuiten die Gegend „Sault Ste. Marie“ und gründeten eine Siedlung auf der Südseite des Flusses, das heutige Sault Ste. Marie, Michigan. 1797 kam diese mit der Oberen Halbinsel zu den Vereinigten Staaten. 1855 wurde der erste Teil der Soo Locks errichtet, eine Schleusenanlage, die heute als das größte Wasserkanalverkehrssystem der Welt betrachtet wird. Seit 1887 ist Sault Ste. Marie Stadt.

## Demografische Daten
Bei der offiziellen Volkszählung im Jahre 2010 wurde eine Einwohnerzahl von 14.144 ermittelt. Bis 2019 ging die Bevölkerung leicht auf 13.420 zurück. In den 5.735 Haushalten lebten im Schnitt 2,22 Personen. Die Bevölkerungsdichte lag bei etwa 350 Einwohnern pro Quadratkilometer. Es gab 6.232 Wohngebäude, was einer Bebauungsdichte von 162,6 Gebäuden je Quadratkilometer entsprach.
Die Bevölkerung bestand im Jahre 2018 aus 75,4 Prozent Weißen, 3,4 Prozent Afroamerikanern, 12,4 Prozent Indianern, 0,5 Prozent Asiaten und 0,4 Prozent anderen. 8,0 Prozent gaben an, von mindestens zwei dieser Gruppen abzustammen. 1,7 Prozent der Bevölkerung bestand aus Hispanics, die verschiedenen der genannten Gruppen angehörten.
6,5 Prozent waren unter 5 Jahren, 19,0 Prozent waren unter 18 Jahren und 15,9 Prozent 65 und älter. Der Anteil der Frauen lag bei 48,5 Prozent.
Das mittlere Einkommen pro Haushalt betrug 2018 36.102 US-Dollar (USD). 24,7 Prozent der Gesamtbevölkerung lagen mit ihrem Einkommen unter der Armutsgrenze.

## Klimatabelle
|                       | Jan   | Feb   | Mär  | Apr  | Mai  | Jun  | Jul  | Aug  | Sep  | Okt  | Nov  | Dez   |   |       |
| Mittl. Tagesmax. (°C) | −6,1  | −4,9  | 0,4  | 8,9  | 17,0 | 21,4 | 24,6 | 23,2 | 18,8 | 12,4 | 4,4  | −3,2  | ⌀ | 9,8   |
| Mittl. Tagesmin. (°C) | −15,2 | −15,1 | −9,3 | −2,0 | 3,6  | 7,5  | 10,7 | 10,7 | 6,8  | 2,3  | −3,4 | −11,2 | ⌀ | −1,1  |
|                       |       |       |      |      |      |      |      |      |      |      |      |       |   |       |
| Niederschlag (mm)     | 61,5  | 44,2  | 58,4 | 59,7 | 68,8 | 79,8 | 68,8 | 91,7 | 93,7 | 82,0 | 87,6 | 73,2  | Σ | 869,4 |
|                       |       |       |      |      |      |      |      |      |      |      |      |       |   |       |
| Regentage (d)         | 13,4  | 9,1   | 9,6  | 8,5  | 8,2  | 9,1  | 7,6  | 9,1  | 10,2 | 11,6 | 13,5 | 14,6  | Σ | 124,5 |

| −15,2 |

| −15,1 |

| −9,3 |

| −2,0 |

| 3,6 |

| 7,5 |

| 10,7 |

| 10,7 |

| 6,8 |

| 2,3 |

| −3,4 |

| −11,2 |

| −15,2 |

| −15,1 |

| −9,3 |

| −2,0 |

| 3,6 |

| 7,5 |

| 10,7 |

| 10,7 |

| 6,8 |

| 2,3 |

| −3,4 |

| −11,2 |

## Söhne und Töchter der Stadt
- Jane Johnston Schoolcraft (1800–1842), indianisch-amerikanische Schriftstellerin
- Clarence John Abel (1900–1964), Eishockeyspieler
- Bob Bemer (1920–2004), Computerpionier
- Terry O’Quinn (* 1952), Schauspieler